# Gornja Obrijež
Gornja Obrijež es una localidad de Croacia en el ejido de la ciudad de Pakrac, condado de Požega-Eslavonia.

## Geografía
Se encuentra a una altitud de 194 m s. n. m. a 118 km de la capital nacional, Zagreb.

## Demografía
En el censo 2021 el total de población de la localidad fue de 84 habitantes.
| Gráfica de población de Gornja Obrijež 1857-2021                    |
|                                                                     |
| Según los censos de población de la oficina estadística de Croacia. |

## Guerra de Croacia
Durante los meses de septiembre y octubre de 1991, la localidad fue sede de intensos combates enmarcados en la Guerra de Croacia. Fue particularmente violenta la lucha durante el Combate de Batinjani. 